# David Yates
David Yates, född 30 november 1963 i St Helens, Merseyside, är en engelsk filmregissör.
Yates föddes i trakten av Liverpool och blev föräldralös som barn. Efter utbildning inom sociologi, statsvetenskap och litteratur vid St Helens College, University of Essex och Georgetown University i Washington DC fram till 1987 kom han in vid National Film and Television School 1989 och har därefter gjort ett antal prisbelönta filmer och TV-produktioner. Hans stora genombrott, inte minst kommersiellt,  kom med uppdraget att regissera de fyra sista i serien av filmer om Harry Potter: filmerna Harry Potter och Fenixorden, Harry Potter och halvblodsprinsen, Harry Potter och dödsrelikerna – Del 1 och Harry Potter och dödsrelikerna – Del 2.
Han är gift med Yvonne Walcott, faster till Theo Walcott.

## Filmografi (urval)
- 2007 – Harry Potter och Fenixorden
- 2009 – Harry Potter och halvblodsprinsen
- 2010 – Harry Potter och dödsrelikerna – Del 1
- 2011 – Harry Potter och dödsrelikerna – Del 2
- 2012 – St. Nazaire
- 2016 – Legenden om Tarzan
- 2016 – Fantastiska vidunder och var man hittar dem
- 2018 – Fantastiska vidunder: Grindelwalds brott
- 2022 – Fantastiska vidunder: Dumbledores hemligheter